# Panamerikanska spelen
Panamerikanska spelen är ett sportevenemang öppet för hela Amerika. Premiäråret var 1951. Idén slog igenom då Centralamerikanska och karibiska spelen hade premiär 1926. 1932 bildades en panamerikansk sportorganisation, och de första panamerikanska spelen var först tänkta att hållas 1943 i Buenos Aires, men sköts på grund av andra världskriget upp till 1951. Sedan slutet av 1980-talet finns även planer på att anordna vinterspel, men några sådana har ännu aldrig genomförts helt. Panamerikanska vinterspel planerades anordnas till 1989, men fick skjutas upp till 1990 och bara den alpina skidåkningen kunde genomföras helt. 1993 års panamerikanska vinterspel ställdes in.

## Tävlingarna
| År   | Spel  | Ort            | Land                    | Datum                  | Deltagare | Nationer | Sporter | 1990 1951 1955,1975 1959 1963 1967,1999 1971 1979 1983 1987 1991 1995 2003 2007 2011 2015 2019 2023 |
| ---- | ----- | -------------- | ----------------------- | ---------------------- | --------- | -------- | ------- | --------------------------------------------------------------------------------------------------- |
| 1951 | I     | Buenos Aires   | Argentina               | 25 februari–9 mars     | 2513      | 21       | 18      | 1990 1951 1955,1975 1959 1963 1967,1999 1971 1979 1983 1987 1991 1995 2003 2007 2011 2015 2019 2023 |
| 1955 | II    | Mexico City    | Mexiko                  | 12–26 mars             | 2583      | 22       | 17      | 1990 1951 1955,1975 1959 1963 1967,1999 1971 1979 1983 1987 1991 1995 2003 2007 2011 2015 2019 2023 |
| 1959 | III   | Chicago        | USA                     | 27 augusti–7 september | 2263      | 25       | 18      | 1990 1951 1955,1975 1959 1963 1967,1999 1971 1979 1983 1987 1991 1995 2003 2007 2011 2015 2019 2023 |
| 1963 | IV    | São Paulo      | Brasilien               | 20 april–5 maj         | 1665      | 22       | 19      | 1990 1951 1955,1975 1959 1963 1967,1999 1971 1979 1983 1987 1991 1995 2003 2007 2011 2015 2019 2023 |
| 1967 | V     | Winnipeg       | Kanada                  | 23 juli–6 augusti      | 2361      | 29       | 18      | 1990 1951 1955,1975 1959 1963 1967,1999 1971 1979 1983 1987 1991 1995 2003 2007 2011 2015 2019 2023 |
| 1971 | VI    | Cali           | Colombia                | 30 juli–13 augusti     | 2935      | 32       | 18      | 1990 1951 1955,1975 1959 1963 1967,1999 1971 1979 1983 1987 1991 1995 2003 2007 2011 2015 2019 2023 |
| 1975 | VII   | Mexico City    | Mexiko                  | 12–26 oktober          | 3146      | 33       | 18      | 1990 1951 1955,1975 1959 1963 1967,1999 1971 1979 1983 1987 1991 1995 2003 2007 2011 2015 2019 2023 |
| 1979 | VIII  | San Juan       | Puerto Rico             | 1–15 juli              | 3700      | 34       | 22      | 1990 1951 1955,1975 1959 1963 1967,1999 1971 1979 1983 1987 1991 1995 2003 2007 2011 2015 2019 2023 |
| 1983 | IX    | Caracas        | Venezuela               | 14–29 augusti          | 3426      | 36       | 23      | 1990 1951 1955,1975 1959 1963 1967,1999 1971 1979 1983 1987 1991 1995 2003 2007 2011 2015 2019 2023 |
| 1987 | X     | Indianapolis   | USA                     | 8–23 augusti           | 4453      | 38       | 27      | 1990 1951 1955,1975 1959 1963 1967,1999 1971 1979 1983 1987 1991 1995 2003 2007 2011 2015 2019 2023 |
| 1991 | XI    | Havanna        | Kuba                    | 2–18 augusti           | 4519      | 39       | 26      | 1990 1951 1955,1975 1959 1963 1967,1999 1971 1979 1983 1987 1991 1995 2003 2007 2011 2015 2019 2023 |
| 1995 | XII   | Mar del Plata  | Argentina               | 12–26 mars             | 5144      | 42       | 34      | 1990 1951 1955,1975 1959 1963 1967,1999 1971 1979 1983 1987 1991 1995 2003 2007 2011 2015 2019 2023 |
| 1999 | XIII  | Winnipeg       | Kanada                  | 23 juli–8 augusti      | 5275      | 42       | 34      | 1990 1951 1955,1975 1959 1963 1967,1999 1971 1979 1983 1987 1991 1995 2003 2007 2011 2015 2019 2023 |
| 2003 | XIV   | Santo Domingo  | Dominikanska republiken | 1–17 augusti           | 5196      | 42       | 35      | 1990 1951 1955,1975 1959 1963 1967,1999 1971 1979 1983 1987 1991 1995 2003 2007 2011 2015 2019 2023 |
| 2007 | XV    | Rio de Janeiro | Brasilien               | 13–29 juli             | 5633      | 42       | 41      | 1990 1951 1955,1975 1959 1963 1967,1999 1971 1979 1983 1987 1991 1995 2003 2007 2011 2015 2019 2023 |
| 2011 | XVI   | Guadalajara    | Mexiko                  | 13–30 oktober          | 5996      | 42       | 36      | 1990 1951 1955,1975 1959 1963 1967,1999 1971 1979 1983 1987 1991 1995 2003 2007 2011 2015 2019 2023 |
| 2015 | XVII  | Toronto        | Kanada                  | 10–26 juli             | 6132      | 41       | 36      | 1990 1951 1955,1975 1959 1963 1967,1999 1971 1979 1983 1987 1991 1995 2003 2007 2011 2015 2019 2023 |
| 2019 | XVIII | Lima           | Peru                    | 26 juli–11 augusti     | 6668      | 41       | 38      | 1990 1951 1955,1975 1959 1963 1967,1999 1971 1979 1983 1987 1991 1995 2003 2007 2011 2015 2019 2023 |
| 2023 | XIX   | Santiago       | Chile                   | 20 oktober–5 november  | 6909      | 41       | 39      | 1990 1951 1955,1975 1959 1963 1967,1999 1971 1979 1983 1987 1991 1995 2003 2007 2011 2015 2019 2023 |
| 2027 | XX    | Barranquilla   | Colombia                | 2–18 juli              |           |          |         | |

### Vinterspel
| År   | Spel | Ort       | Land      | Datum           | Deltagare | Nationer | Sporter |
| ---- | ---- | --------- | --------- | --------------- | --------- | -------- | ------- |
| 1990 | I    | Las Leñas | Argentina | 16–22 september | 97        | 8        | 1       |

### Juniorer
| År   | Spel | Ort      | Land     | Datum                    | Nationer | Deltagare | Sporter | Grenar |
| ---- | ---- | -------- | -------- | ------------------------ | -------- | --------- | ------- | ------ |
| 2021 | I    | Cali     | Colombia | 25 november – 5 december | 41       | 2 540     | 28      | 302    |
| 2025 | II   | Asunción | Paraguay | 9 augusti–23 augusti     |          |           |         |        |

## Deltagande nationer
Listan visar de 41 nationer eller regioner som deltar i spelen. Listan visar flagga, en artikellänk till landet samt en artikellänk som visar IOK:s landskod inom parenteser till landets deltagande i panamerikanska spelen.
- Amerikanska Jungfruöarna (ISV)
- Antigua och Barbuda (ANT)
- Argentina (ARG)
- Aruba (ARU)
- Bahamas (BAH)
- Barbados (BAR)
- Belize (BIZ)
- Bermuda (BER)
- Bolivia (BOL)
- Brasilien (BRA)
- Brittiska Jungfruöarna (IVB)
- Caymanöarna (CAY)
- Chile (CHI)
- Colombia (COL)
- Costa Rica (CRC)
- Dominica (DMA)
- Dominikanska republiken (DOM)
- Ecuador (ECU)
- El Salvador (ESA)
- Grenada (GRN)
- Guatemala (GUA)
- Guyana (GUY)
- Haiti (HAI)
- Honduras (HON)
- Jamaica (JAM)
- Kanada (CAN)
- Kuba (CUB)
- Mexiko (MEX)
- Nicaragua (NCA)
- Panama (PAN)
- Paraguay (PAR)
- Peru (PER)
- Puerto Rico (PUR)
- Saint Kitts och Nevis (SKN)
- Saint Lucia (LCA)
- Saint Vincent och Grenadinerna (VIN)
- Surinam (SUR)
- Trinidad och Tobago (TTO)
- Uruguay (URU)
- USA (USA)
- Venezuela (VEN)

Tidigare deltagare
- Nederländska Antillerna (AHO)